# Foire aux moutons
La foire aux moutons est un type de foire où les agriculteurs commercialisent ou achètent des moutons. Elle se tient chaque année le lundi du Jeûne fédéral dans plusieurs villes et communes du canton de Fribourg, en Suisse.

## Déroulement
Lorsque les moutons redescendent de l’alpage, les troupeaux sont rassemblés sur une place et répartis dans des parcs. Un troupeau d’estivage est souvent constitué d’animaux appartenant à différents éleveurs. Le grand parc s’ouvre sur de plus petits enclos où les bêtes sont triées. Différents signes distinctifs permettent de les reconnaître : signes faits de peinture résistante à l’eau, marques au fer, boucles fixées à l’oreille. Le tri des animaux a donné le nom traditionnel « Schafscheid ». Les animaux ne peuvent être emmenés avant que le commissaire ait vérifié la répartition.
Le menu de la bénichon est servi dans les auberges locales pendant la journée de foire. 
La plus grande de ces manifestations se tient à Jaun ; elle y existe depuis 1594 ou 1595 et regroupe de 300 à 500 moutons en plusieurs troupeaux. D'autres villages, parmi lesquels Planfayon, ou Riffenmatt (dans le canton de Berne), organisent également des foires semblables.

## Source du texte
- Tout ou partie de cet article provient de « Foire aux moutons », État de Fribourg (consulté le 28 janvier 2015)